# Mas del Puig de Marc
El Mas del Puig de Marc és una masia situada al terme municipal de La Riba, a la comarca de l'Alt Camp. a uns 710m d'alçada sobre el nivell del mar. Ubicat a prop de la zona mes alta del Puig de Marc. Des del Mas podem observar gran part de la vall del riu Brugent i ofereix vistes privilegiades sobre gran part de les Muntanyes de Prades, del poble de La Riba i gairebé tot el Camp de Tarragona.

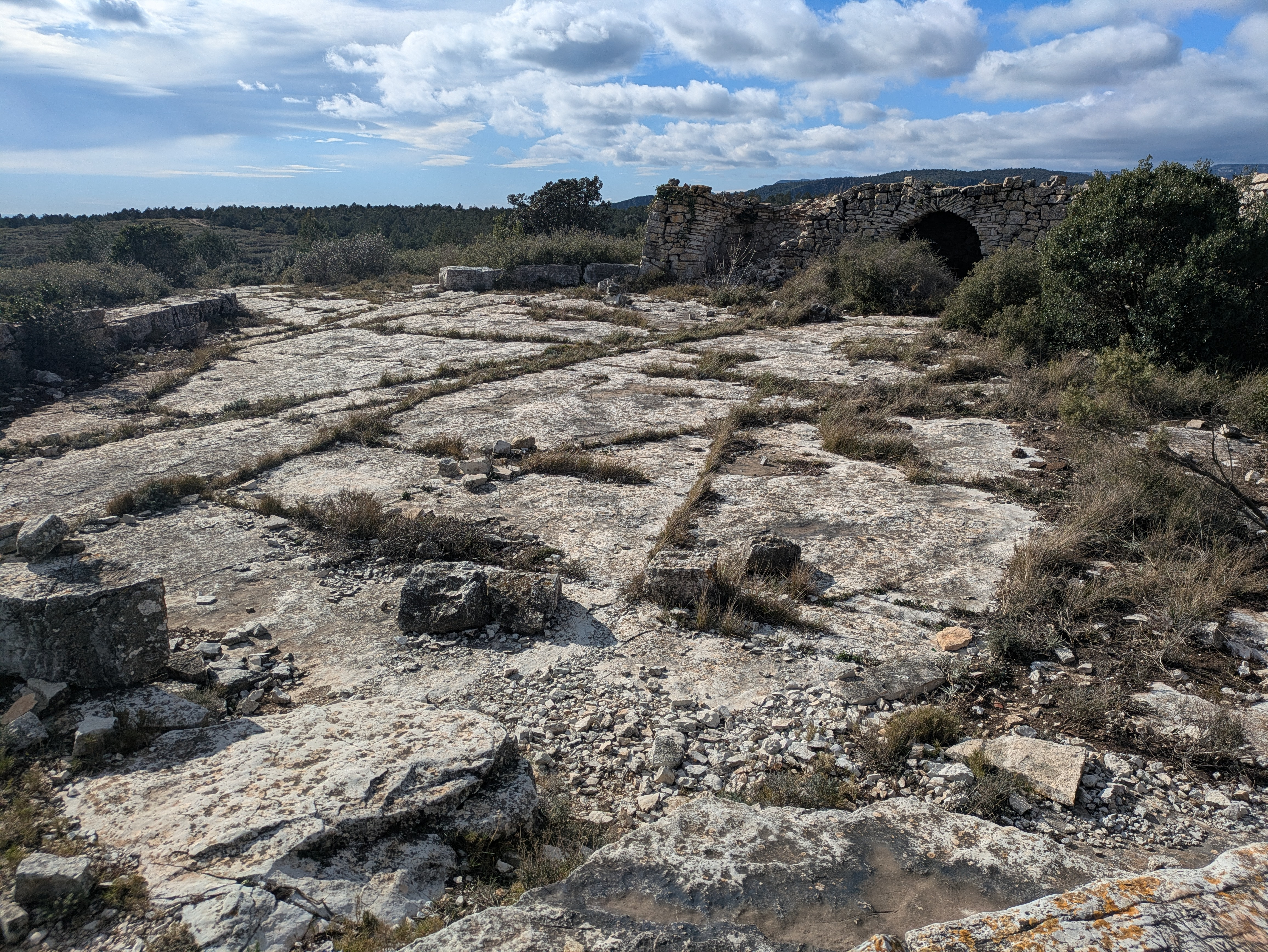
L'era del Mas del Puig de Marc

El Mas del Puig antigament era zona de pastures i conreus, amb marges de pedra seca, altres masos i barraques. Aquest mas comptava amb l'era i la mina/pou d'aigua. Actualment, el mas està en estat ruïnós, les terres del voltant han passat de ser agrícoles a forestals.

## Maquis
Als anys 40, les Muntanyes de Prades i Montsant van ser escenari d’activitat dels maquis, sobretot en els primers anys posteriors a 1940. Es van utilitzar com a emmagatzematge d’armes, aprofitant el territori, les coves i refugis naturals com l'entorn del Mas del Puig del Marc, l'avenc del Puig.
Grups destacats:

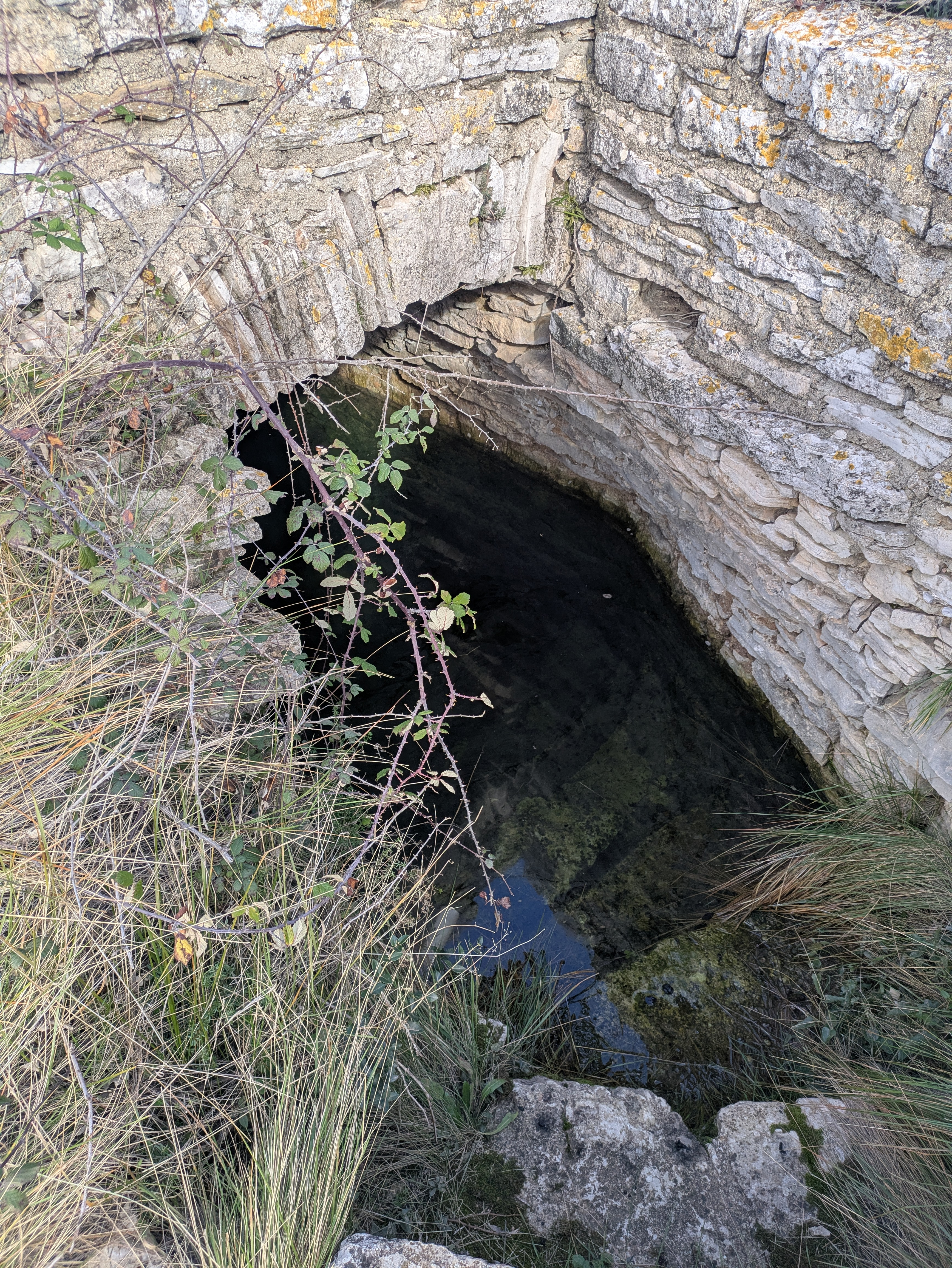
El pou del Mas del Puig de Marc

- El pou del Mas del Puig de MarcEls Patacons: liderats per figures com Ramon Roig (“Patacó”), van operar a Montsant, Prades i zones pròximes a La Riba. Inicialment tenien una orientació de supervivència, però a mesura que la repressió franquista va augmentar, van acabar implicats en actituds violentes per finançar-se, fins que van ser abatuts o detinguts el 1948.
- Grups comunistes (“Teixidó”, “Cisquet d’Olot”): formacions organitzades pel Partit Comunista que van recolzar-se en l’experiència de la resistència francesa i tenien com a objectiu atacs directes al règim franquista. Es movien per la zona de Prades i La Riba amb intenció política, no sols de supervivència.

Alguns maquis, vinculats a l’Agrupació Guerrillera de Llevant i Aragó (AGLA) i al grup AFARE, van establir campament prop de La Riba, mantenint connexions amb masies i poblacions properes, i recollint armes per futurs atacs (com un robatori frustrat a Selva del Camp i plans d’atemptats).
Un dels amagatalls i de les zones on estaven establerts era el Puig de Marc, l'Avenc del Puig era on tenien una reserva d'armes, dels masos que els ajudaven a aconseguir informació i menjar va ser el Mas del Puig de Marc. La proximitat del campament dels guerrillers i el mas del Puig va comportar que s'establís una bona relació entre els guerrillers i la família de Beltran Tena. La família, al final de la detenció dels maquis, van ser jutjats i empresonats per col·laborar i ajudar-los.